# Joe Dolan

Joe Dolan

Joseph "Joe" Francis Robert Dolan (n. 16 octombrie 1939 - d. 26 decembrie 2007) a fost un cântăreț pop și realizator irlandez în domeniul divertismentului.
Cunoscut pentru colaborarea cu diverse formații, pentru vocea sa originală, a avut numeroși fani în întreaga lume.
A fost singurul cântăreț irlandez care a obținut cele mai multe poziții superioare în Top Ten. 
Cele mai mari succese ale sale pe plan mondial au înregistrat piesele Westmeath Bachelor și Make Me an Island.
Alte melodii celebre ale sale sunt Lady in blue, It’s you;it’s you;it’s you, Teresa, Crazy woman, More and more.